# مزراوة (قبيلة)
مزراوة أو آيت مزراوتْ هي قبيلة أمازيغية صنهاجية مغربية، من قبائل جبالة، موقعها الحالي فيما بين لجاية ومزيات الأوربتين على الضفة اليمنى لوادي ورغة الذي يفصلها عن قبيلة سلاس، وتعد مزراوة من أشهر قبائل منطقة تاونات.

## التاريخ
مزراوة قبيلة أمازيغية صغيرة من قبائل صنهاجة ورغة، كانت مواقعها القديمة بالأطلس الأعلى قبل أن تنتقل إلى حوض ورغة عهد المرابطين. وقد ورد ذكر هذه القبيلة منذ القرن السادس الهجري في كتاب «المقتبس من كتاب الأنساب» لأبو بكر بن علي الصنهاجي، وهي حسب ما ذَكَرَ من جماعة هنكافة أو أنجفة (وهي تعريب لكلمة "اينڭفو" الأمازيغية)، وضمن صنهاجة الظل مثل فشتالة، ويقول في هذا الصدد: 
«وصنهاجة الظل وفقهم الله، ينقسمون إلى قسمين بنو آين ڭفو وبنو صطَّطْ، فبنو آين ڭفو ينقسمون إلى خمسة أخماس وذالك بدرجاتهم على حسب تواليهم في التمييز وهم السابقون في صنهاجة الظل أعني بني اين ڭفو، فمن ذالك بنو مزراوة، ايت مزراوت معا، وهم خمس، وينقسمون إلى أربعة أفخاذ بنو واستغ ايت واستغ معا، بنو يلينا، أيت يلينا معاً، بنو عمير أيت عمير معاً، بنو ويزڭان آيت ويزڭان معاً، ثم بنو زديڭة وهم خمس، آيت زديڭت معاً، وفشتالة آيفشتالن معا خمس، وبنو يزيد آيت يزيد معاً، وسوالة خمس، آسَّالين معاً».
كما ورد ذكر مزراوة في كتاب العبر لابن خلدون.